# Judy Nagel
Judy Ann Nagel (ur. 27 sierpnia 1951 w Seattle) – amerykańska narciarka alpejska.

## Kariera
W zawodach Pucharu Świata zadebiutowała w sezonie 1967/1968. Pierwsze pucharowe wywalczyła 18 stycznia 1968 roku w Bad Gastein, zajmując ósmą pozycję w slalomie. Na podium zawodów PŚ pierwszy raz stanęła 6 kwietnia 1968 roku w Heavenly Valley, kończąc slalom na trzeciej pozycji. W zawodach tych wyprzedziły ją jedynie Austriaczka Gertrud Gabl i Kanadyjka Nancy Greene. W kolejnych startach jeszcze 11 razy stawała na podium, odnosząc przy tym trzy zwycięstwa: 8 lutego 1969 roku w Vipiteno i 20 grudnia 1969 roku w Lienzu wygrywała slalomy, a 19 grudnia 1969 roku w Lienzu była najlepsza w gigancie. W sezonie 1969/1970 zajęła szóste miejsce w klasyfikacji generalnej, w klasyfikacji giganta była czwarta.
Wystartowała na igrzyskach olimpijskich w Grenoble w 1968 roku, gdzie zajęła 12. miejsce w gigancie, a slalomu nie ukończyła (została zdyskwalifikowana w drugim przejeździe). Zajęła też piąte miejsce w slalomie na mistrzostwach świata w Val Gardena w 1970 roku.
W 1970 roku zakończyła karierę
Jej siostra, Cathy, także uprawiała narciarstwo alpejskie.

## Osiągnięcia

### Igrzyska olimpijskie
| Miejsce | Dzień     | Rok  | Miejscowość | Konkurencja | Czas biegu | Strata | Zwyciężczyni       |
| ------- | --------- | ---- | ----------- | ----------- | ---------- | ------ | ------------------ |
| DSQ2    | 13 lutego | 1968 | Grenoble    | Slalom      | 1:25,86    | -      | Marielle Goitschel |
| 12.     | 15 lutego | 1968 | Grenoble    | Gigant      | 1:51,97    | +5,42  | Nancy Greene       |

### Mistrzostwa świata
| Miejsce | Dzień     | Rok  | Miejscowość | Konkurencja | Czas biegu | Strata | Zwyciężczyni       |
| ------- | --------- | ---- | ----------- | ----------- | ---------- | ------ | ------------------ |
| DSQ2    | 13 lutego | 1968 | Grenoble    | Slalom      | 1:25,86    | -      | Marielle Goitschel |
| 12.     | 15 lutego | 1968 | Grenoble    | Gigant      | 1:51,97    | +5,42  | Nancy Greene       |
| DNF     | 11 lutego | 1970 | Val Gardena | Zjazd       | 1:58,34    | -      | Annerösli Zryd     |
| 5.      | 13 lutego | 1970 | Val Gardena | Slalom      | 1:40,44    | +2,49  | Ingrid Lafforgue   |

### Puchar Świata

#### Miejsca w klasyfikacji generalnej
- sezon 1967/1968: 11.
- sezon 1968/1969: 9.
- sezon 1969/1970: 6.

#### Miejsca na podium
1. Heavenly Valley – 6 kwietnia 1968 (slalom) – 3. miejsce
2. Oberstaufen – 4 stycznia 1969 (slalom) – 2. miejsce
3. St. Gervais – 23 stycznia 1969 (slalom) – 3. miejsce
4. Vipiteno – 8 lutego 1969 (slalom) – 1. miejsce
5. Squaw Valley – 28 lutego 1969 (slalom) – 3. miejsce
6. Waterville Valley – 22 marca 1969 (slalom) – 3. miejsce
7. Lienz – 19 grudnia 1969 (gigant) – 1. miejsce
8. Lienz – 20 grudnia 1969 (slalom) – 1. miejsce
9. St. Gervais – 24 stycznia 1970 (slalom) – 3. miejsce
10. Abetone – 1 lutego 1970 (slalom) – 3. miejsce
11. Abetone – 2 lutego 1970 (slalom) – 2. miejsce
12. Vancouver – 27 lutego 1970 (slalom) – 3. miejsce